# Carl Medjani
Carl Medjani, né le 15 mai 1985 à Lyon 8e, est un footballeur international algérien. Il évolue au poste de défenseur central et de milieu défensif.

## Biographie

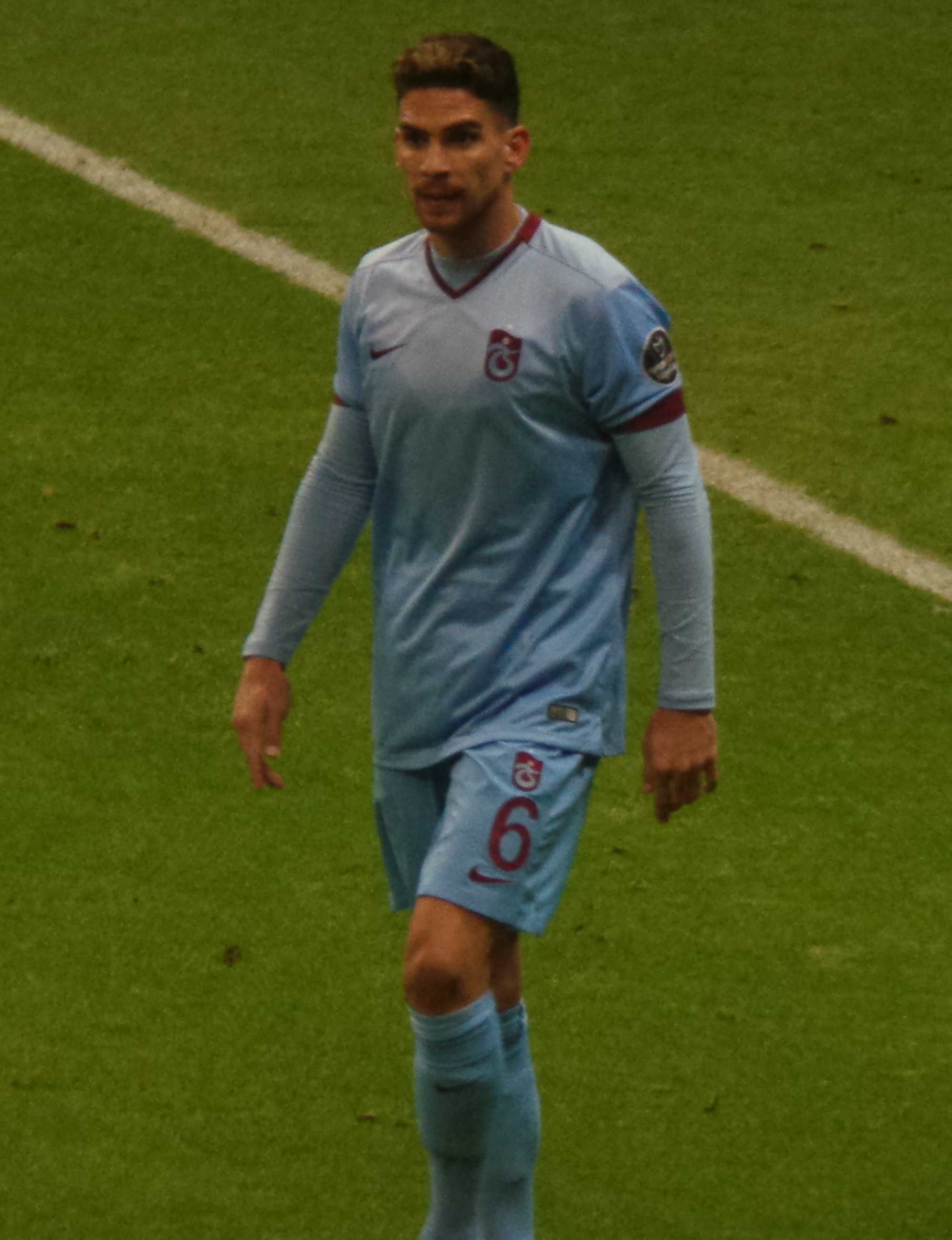
Medjani sous le maillot de Trabzonspor en 2014.

Carl Medjani est né à Lyon d'une mère française et d'un père algérien d'ethnie kabyle originaire de Bejaïa. International espoir formé à l'AS St-Étienne, il perd en finale de la Coupe nationale des moins de 15 ans 2000-2001 sous les couleurs de l'ASSE face à l'INF Clairefontaine. Carl Medjani devient rapidement l'un des plus grands talents de la défense française, convoité notamment par le Bayern Munich, Juventus et Arsenal FC, Manchester United et Liverpool. C'est finalement ce dernier qui réussit à acquérir le jeune international qui s'expatrie très vite en Angleterre, au grand dam de son club formateur qui intente une action en justice pour empêcher la validation de son contrat. L'ASSE sera débouté dans cette affaire. Pour s'aguerrir, il est prêté successivement à Lorient et Metz.
L'été 2006 voit Carl Medjani retourner en Bretagne à l'occasion de la remontée du FC Lorient en Ligue 1. En juillet 2007, il est prêté par Lorient à l'AC Ajaccio en Ligue 2 où il s'impose comme titulaire indiscutable. En 2011, l'AC Ajaccio parvient à rejoindre l'élite, après avoir fini vice-champion de Ligue 2, montée dont Carl Medjani fut l'un des principaux artisans. En fin de contrat, il prolonge de deux ans, ce qui le lie au club corse jusqu'en 2013.
Il signe un contrat de trois ans et demi à l'AS Monaco le 30 janvier 2013. Mais seulement six mois après son arrivée dans la principauté, il change à nouveau de club et est prêté à l'Olympiakos Le Pirée le 25 juillet 2013. Le 3 janvier 2014, il est prêté à Valenciennes avec qui il vit une descente en Ligue 2.
De retour en dans la principauté monégasque, il résilie son contrat avant de s'engager avec Trabzonspor où il retrouve Vahid Halilhodžić, son ancien sélectionneur en équipe d'Algérie. Non payé depuis plusieurs mois, à cause des difficultés financières que rencontre le club turc, il décide de résilier son contrat en novembre 2015.
Le 30 janvier 2016, il s'engage pour six mois avec Levante UD. Le 25 juillet 2016, il s'engage pour une saison et une autre en option avec Leganés. Le 7 janvier 2019, il s'engage avec le club saoudien Ohod Club. 
Le 8 février 2020, il revient dans son tout premier club, le FC Salaise qui devient l'Olympique Salaise Rhodia et évoluant en Régional 1. Il en devient un des vice-présidents et rechausse les crampons de temps à autre. 

### En sélection

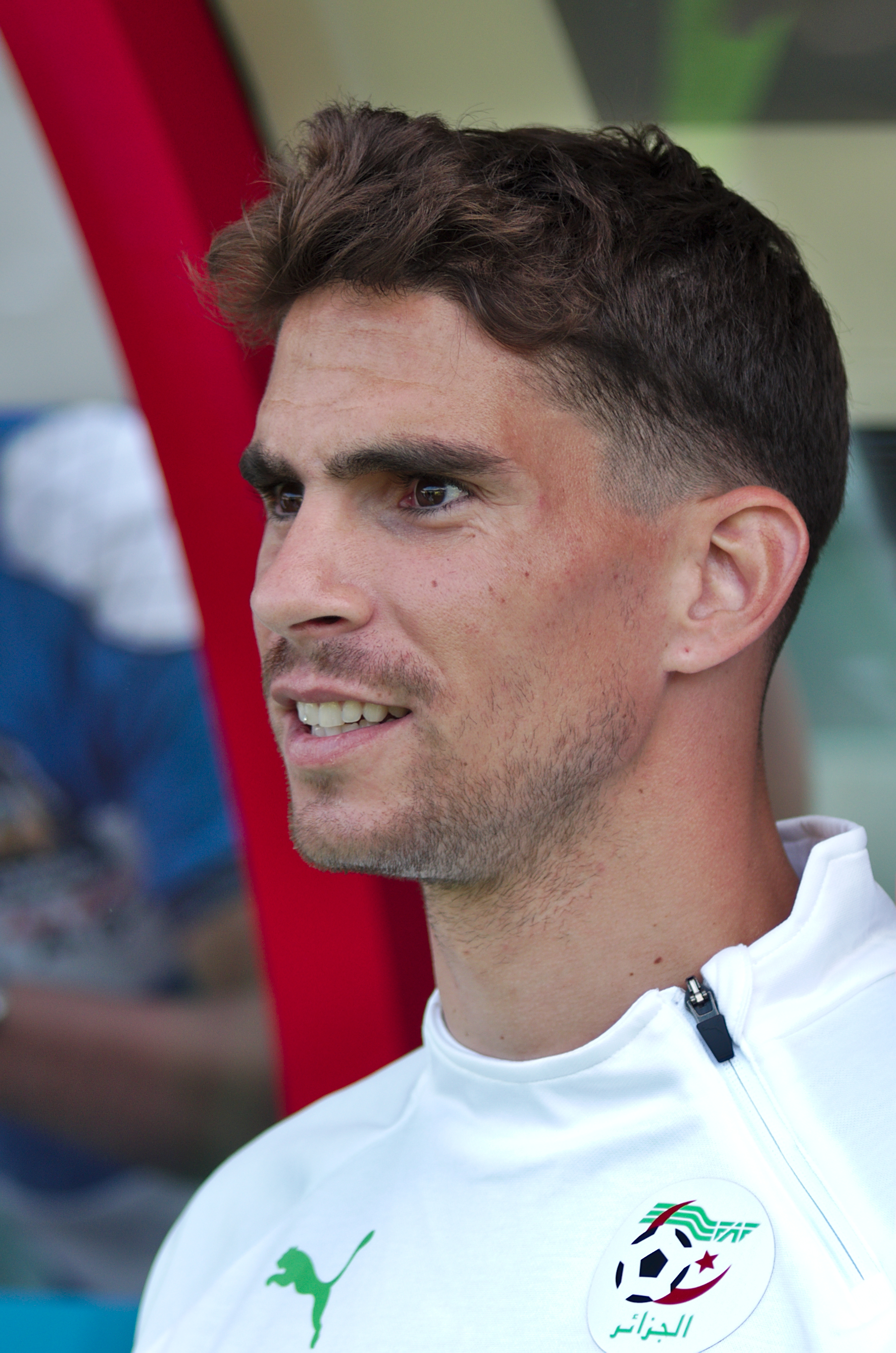
Medjani sous le maillot de l'Algérie en 2014.

Le 4 mai 2010, Rabah Saâdane, le sélectionneur de l'équipe d'Algérie, l'annonce dans la liste des 25 joueurs qui iront en stage à Crans-Montana en Suisse du 13 au 27 mai 2010, pour préparer la Coupe du monde,.
Le nouvel entraineur Abdelhak Benchikha le met dans la liste des 23 joueurs convoqués pour disputer les éliminatoires de la CAN 2012.
Il est retenu dans la liste des 23 pour aller au Mondial. Il joue le premier match contre la Belgique où son équipe perd 2-1.  Lors des huitièmes de finale, il est sur le banc durant toute la rencontre, L'Allemagne s'impose 2-1 dans les prolongations et sort l'Algérie. 
Après la Coupe du monde, il devient capitaine de l'Équipe d'Algérie. Il devient un titulaire indiscutable et joue tous les matchs de la CAN 2015 où l'Algérie s'inclinera contre la Côte d'Ivoire (1-3). Il a joué tous les matchs des qualifications pour la Coupe du monde et la CAN, notamment le match contre la Tanzanie match où il marque (victoire 7-0), mais aussi un mauvais marquage où il coûte un but à son équipe contre l'Éthiopie (3-3).

## Statistiques

### En club
| Saison                | Club                   | Championnat           | Championnat | Championnat | Coupe(s) nationale(s) | Coupe(s) nationale(s) | Compétition(s) continentale(s) | Compétition(s) continentale(s) | Compétition(s) continentale(s) | Total | Total |
| Saison                | Club                   | Division              | M.          | B.          | M.                    | B.                    | Comp.                          | M.                             | B.                             | M.    | B.    |
| 2002-2003             | AS Saint-Étienne rés.  | CFA                   | 4           | 0           | -                     | -                     | -                              | -                              | -                              | 4     | 0     |
| 2003-2004             | Liverpool FC           | Premier League        | -           | -           | -                     | -                     | C3                             | 0                              | 0                              | 0     | 0     |
| 2004-2005             | FC Lorient (prêt)      | Ligue 2               | 25          | 0           | -                     | -                     | -                              | -                              | -                              | 25    | 0     |
| 2005-2006             | FC Metz (prêt)         | Ligue 1               | 23          | 0           | 2                     | 0                     | -                              | -                              | -                              | 25    | 0     |
| 2006-2007             | FC Lorient             | Ligue 1               | 9           | 0           | 1                     | 0                     | -                              | -                              | -                              | 10    | 0     |
| 2007-2008             | AC Ajaccio             | Ligue 2               | 35          | 1           | 3                     | 0                     | -                              | -                              | -                              | 38    | 1     |
| 2008-2009             | AC Ajaccio             | Ligue 2               | 33          | 1           | 6                     | 1                     | -                              | -                              | -                              | 39    | 2     |
| 2009-2010             | AC Ajaccio             | Ligue 2               | 31          | 1           | 4                     | 0                     | -                              | -                              | -                              | 35    | 1     |
| 2010-2011             | AC Ajaccio             | Ligue 2               | 31          | 2           | 6                     | 0                     | -                              | -                              | -                              | 37    | 2     |
| 2011-2012             | AC Ajaccio             | Ligue 1               | 35          | 2           | 2                     | 0                     | -                              | -                              | -                              | 37    | 2     |
| 2012-2013             | AC Ajaccio             | Ligue 1               | 19          | 1           | 1                     | 0                     | -                              | -                              | -                              | 20    | 1     |
| Sous-total            | Sous-total             | Sous-total            | 184         | 8           | 22                    | 1                     | -                              | -                              | -                              | 206   | 9     |
| 2012-2013             | AS Monaco FC           | Ligue 2               | 15          | 0           | -                     | -                     | -                              | -                              | -                              | 15    | 0     |
| 2013-2014             | Olympiakos FC (prêt)   | Super League          | 4           | 0           | 2                     | 0                     | C1                             | 2                              | 0                              | 8     | 0     |
| 2013-2014             | Valenciennes FC (prêt) | Ligue 1               | 16          | 1           | 0                     | 0                     | -                              | -                              | -                              | 16    | 1     |
| 2014-2015             | Trabzonspor            | Süper Lig             | 30          | 7           | 3                     | 0                     | C3                             | 9                              | 1                              | 42    | 8     |
| 2015-2016             | Trabzonspor            | Süper Lig             | 8           | 1           | 0                     | 0                     | C3                             | 4                              | 0                              | 12    | 1     |
| Sous-total            | Sous-total             | Sous-total            | 38          | 8           | 3                     | 0                     | -                              | 13                             | 1                              | 54    | 9     |
| 2015-2016             | Levante UD             | Liga                  | 14          | 1           | 0                     | 0                     | -                              | -                              | -                              | 14    | 1     |
| 2016-2017             | CD Leganés             | Liga                  | 8           | 0           | 2                     | 0                     | -                              | -                              | -                              | 10    | 0     |
| 2016-2017             | Trabzonspor            | Süper Lig             | 13          | 0           | 2                     | 0                     | -                              | -                              | -                              | 15    | 0     |
| 2017-2018             | Sivasspor              | Süper Lig             | 22          | 0           | 1                     | 0                     | -                              | -                              | -                              | 23    | 0     |
| 2018-2019             | Sivasspor              | Süper Lig             | 15          | 0           | 1                     | 0                     | -                              | -                              | -                              | 16    | 0     |
| Sous-total            | Sous-total             | Sous-total            | 37          | 0           | 2                     | 0                     | -                              | -                              | -                              | 39    | 0     |
| 2019-2020             | Ohod Club              | Saoudi Pro League     | 15          | 3           | 1                     | 0                     | -                              | -                              | -                              | 16    | 3     |
| Total sur la carrière | Total sur la carrière  | Total sur la carrière | 405         | 21          | 37                    | 1                     | -                              | 15                             | 1                              | 457   | 23    |

### En sélection nationale
| Saison                | Sélection             | Phases finales        | Phases finales | Phases finales | Phases finales | Éliminatoires CDM | Éliminatoires CDM | Éliminatoires CDM | Éliminatoires CAN | Éliminatoires CAN | Éliminatoires CAN | Matchs amicaux | Matchs amicaux | Matchs amicaux | Total | Total | Total |
| Saison                | Sélection             | Compétition           | M              | B              | Pd             | M                 | B                 | Pd                | M                 | B                 | Pd                | M              | B              | Pd             | M     | B     | Pd    |
| --------------------- | --------------------- | --------------------- | -------------- | -------------- | -------------- | ----------------- | ----------------- | ----------------- | ----------------- | ----------------- | ----------------- | -------------- | -------------- | -------------- | ----- | ----- | ----- |
| 2010-2011             | Algérie               | -                     | -              | -              | -              | -                 | -                 | -                 | 3                 | 0                 | 0                 | 2              | 0              | 0              | 5     | 0     | 0     |
| 2011-2012             | Algérie               | -                     | -              | -              | -              | 2                 | 0                 | 0                 | 2                 | 0                 | 0                 | 2              | 0              | 0              | 6     | 0     | 0     |
| 2012-2013             | Algérie               | CAN 2013              | 1              | 0              | 0              | 3                 | 0                 | 0                 | 2                 | 0                 | 0                 | 3              | 0              | 0              | 9     | 0     | 0     |
| 2013-2014             | Algérie               | Coupe du monde 2014   | 3              | 0              | 1              | 3                 | 1                 | 0                 | -                 | -                 | -                 | 3              | 0              | 0              | 9     | 1     | 1     |
| 2014-2015             | Algérie               | CAN 2015              | 4              | 0              | 0              | -                 | -                 | -                 | 7                 | 1                 | 0                 | 3              | 0              | 0              | 14    | 1     | 0     |
| 2015-2016             | Algérie               | -                     | -              | -              | -              | 2                 | 1                 | 0                 | 4                 | 0                 | 0                 | 2              | 0              | 0              | 8     | 1     | 0     |
| 2016-2017             | Algérie               | CAN 2017              | -              | -              | -              | 2                 | 0                 | 0                 | 2                 | 0                 | 1                 | 1              | 0              | 0              | 5     | 0     | 1     |
| 2017-2018             | Algérie               | -                     | -              | -              | -              | 1                 | 0                 | 0                 | -                 | -                 | -                 | 5              | 1              | 0              | 6     | 1     | 0     |
| Total sur la carrière | Total sur la carrière | Total sur la carrière | 8              | 0              | 1              | 13                | 2                 | 0                 | 20                | 1                 | 1                 | 21             | 1              | 0              | 62    | 4     | 2     |

### Matches internationaux
Le tableau suivant liste les rencontres de l'équipe d'Algérie dans lesquelles Carl Medjani a été sélectionné du 11 août 2010 au 7 juin 2018.

## Palmarès

### En équipe nationale
- Finaliste du championnat d'Europe des moins de 17 ans en 2002 avec l'équipe de France.
- Vainqueur du Tournoi de Toulon en 2005 et 2006, avec l'équipe de France espoirs.

### En club
- Champion de France de Ligue 2 en 2013 avec l'AS Monaco.
- Vice-Champion de France de Ligue 2 en 2011 avec l'AC Ajaccio.